# Liga da Justiça Elite
Liga da Justiça Elite (em inglês:  Justice League Elite) é uma minissérie em doze partes estrelada pela equipe homônima. A série, integralmente publicada pela DC Comics mensalmente entre os anos de 2004 e 2005, foi escrita por Joe Kelly e desenhada por Doug Mahnke, equipe criativa que anteriormente havia sido responsável pela história What's so funny about Truth, Justice & the American Way?, publicada em Action Comics #775, onde ocorre a primeira aparição da equipe A Elite, liderada então por Manchester Black.
Após Action Comics #775, Black reaparecia, como membro do Esquadrão Suicida, uma fictícia equipe do Universo DC, durante o evento Our Worlds at War. Meses depois, o personagem faria sua aparente última aparição durante o arco de história Ending Battle. Com a publicação de JLA #100, A Elite ressurgiria, reformada e liderada pela irmã de Manchester, Vera Black. Posteriormente, a equipe seria integrada por membros da Liga da Justiça da América, adotando o título de "Liga da Justiça Elite". Durante suas doze edições, a minissérie abordou o relacionamento entre os membros do grupo, o passado de Vera e Manchester, a possível influência que Manchester teria deixado na mente de sua irmã, e os confrontos em que a equipe se envolvia, com o objetivo de "antecipar ataques terroristas e demais ameaças meta-humanas".

## Origens

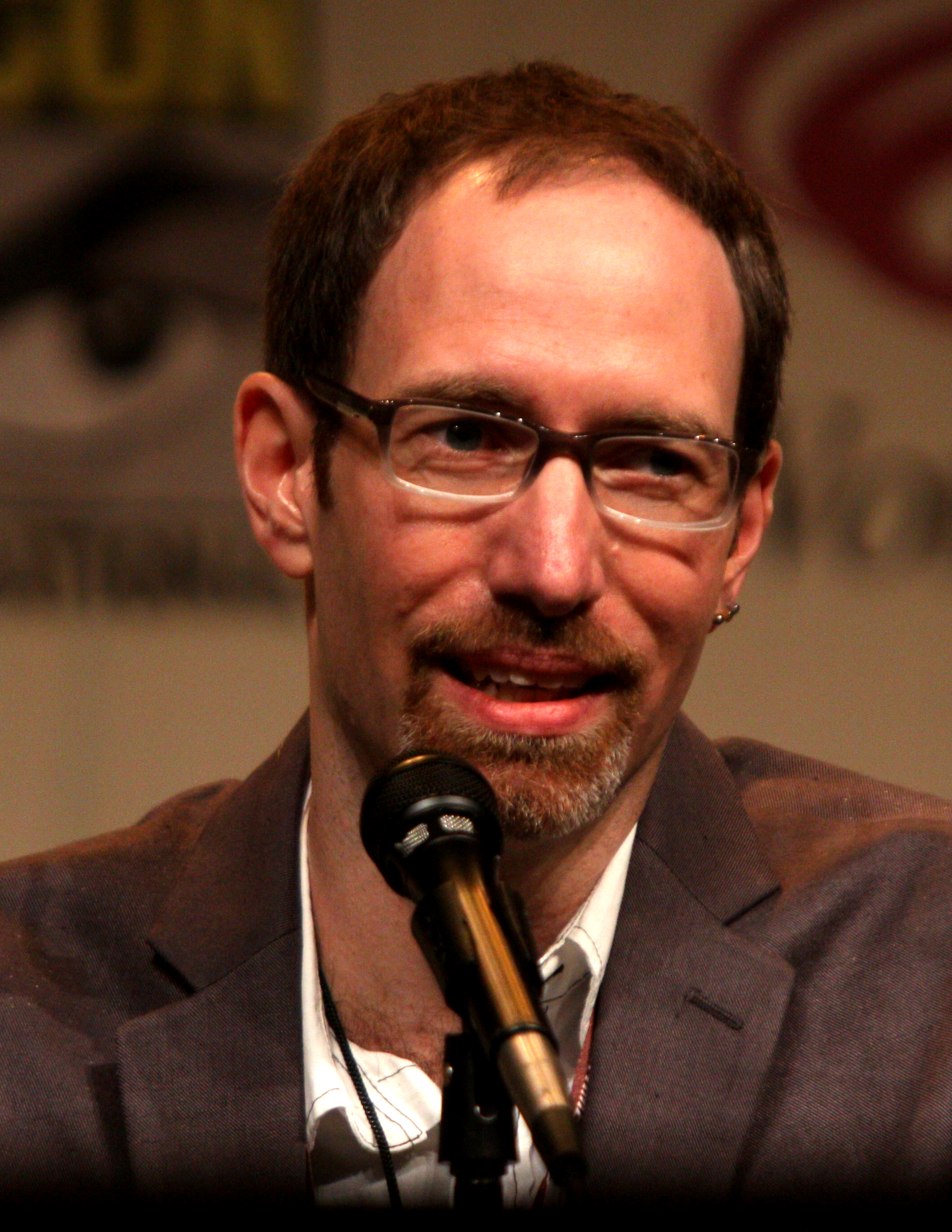
O escritor Joe Kelly, criador dos personagens

Em sua primeira aparição, na 775ª edição da revista Action Comics, a Elite derrota um gorila gigante na cidade de Trípoli, mas, no decorrer do conflito, causa enormes danos colaterais. As violentas atitudes da equipe chamam a atenção de Superman, que tenta negociar com eles e mostrar o quão errado era o caminho que estavam adotando. A confrontação torna-se física, e Superman concorda em combater a equipe em Io, uma das luas de Júpiter. A Elite, inicialmente, aparenta ter vencido o confronto, mas tudo não havia passado de uma tática de Superman para ganhar tempo para analisar as fraquezas de cada um dos membros da equipe, para só então derrotá-los. Quando Superman, aparentemente, lobotomiza o líder da equipe, Manchester Black, e mata os outros membros, Black o acusa de ser tão ruim quanto eles. Tudo não passava, entretanto, de um artíficio utilizado por Superman para demonstrar o quão fútil e injustificadas eram as atitudes da Elite, pois heróis que matam não são divertidos e sim assustadores.
Durante o evento Our Worlds at War, Manchester Black entrou para o Esquadrão Suicida, sendo traído pelo então Presidente dos Estados Unidos Lex Luthor durante uma tentativa de usar o monstro Apocalypse como "arma" no conflito com o vilão Imperiex. A conclusão do evento revela-se devastadora para o Universo DC, com a morte de inúmeros heróis e a completa destruição da cidade de Topeka, no Kansas. Após Our Worlds at War, Superman consegue convencer o Major Desastre a abandonar sua carreira como vilão e juntar-se aos esforços de reconstrução. e Manchester passa a trabalhar para o Governo dos Estados Unidos
Num arco de história posterior, intitulado Ending Battle e publicado em 2002, Joe Kelly apresentaria novamente a Elite reunida. Ao encontrar com Superman, Zoológica revela que o grupo estava sob o controle de Black, que, enfurecido, a lobotomiza, fazendo com que entre em coma.. Ending Battle abordava as consequências da descoberta da identidade secreta de Superman, através da realização de vários ataques à entes queridos de Clark Kent. Embora Lex Luthor tenha sido considerado suspeito de ser o autor dos atentados, por ter feito essa descoberta numa história publicada em 2002, quem acaba se revelando como a mente por trás do esquema é Manchester Black. Derrotado, Manchester resolve se suicidar, mas não sem antes apagar da mente de Luthor o conhecimento acerca da identidade secreta de Superman
Após esse aparente suicídio, a irmã de Manchester, Vera Black, apareceria pela primeira em JLA #100, liderando a Elite contra a Liga da Justiça, numa tentativa de enganar Gaia, o espírito da Terra - que havia se rebelado contra os habitantes do planeta, dada a grande desunião entre os governantes da Terra. O plano dá certo, salvando o mundo e dando início à discussões para um Tratado de Paz Mundial. Essa última aparição gera discussões entre a própria Liga da Justiça, e, ao final da edição, chega-se ao que o próprio Superman definiria como "o fim da Liga como a conhecemos".
Vera Black, Fusão à Frio e a nova Zoológica entram para a nova Liga da Justiça Elite, um time criado para enfrentar ameaças meta-humanas antes que as mesmas atuem em público.

### Os membros da Elite
A "Elite", conforme apresentada em What's so Funny about Truth, Justice & the American Way?, possuía a seguinte formação:
- Manchester Black, nativo do Reino Unido, dono de forte sotaque e trajando uma blusa estampando a Union Jack, Black é o líder da equipe. Embora pouco tenha sido revelado sobre o passado do personagem, é insuado que, durante sua infância, sofreu repetidos abusos, físicos e sexuais, por parte de seus pais. O próprio viria a dizer que tais experiências fizeram com que odiasse os "heróis tradicionais", em especial aqueles que, como Superman, acreditavam em conceitos de moral elevada, como não matar sob nenhuma circunstância.[12]. Ao final dos eventos de Ending Battle, ele se suicida após constatar que se tornou "um maldito supervilão", igual aos que tentava combater[7]
- Fusão a frio, jovem negro dotado da capacidade de manipular o campo eletromagnético. Superman acabou se tornando sua inspiração-mor para tornar-se um super-herói.
- Zoológica é uma jovem vítima de experimentos governamentais que lhe concederam uma "armadura" simbiótica extraterrestre.[13]. É posteriormente lobotomizada por Manchester Black durante a saga Batalha Final e entra em coma[8]
- Chapéu, alcoólatra e dono de um chápeu dotado de poderes mágicos de origem desconhecida, mas que lhe concede a capacidade de controlar os mais diversos elementos, além de criar ao seu redor um campo místico que o protege de danos físicos.[14]
- Coelhinha, uma colônia de bactérias que, ao ser trazida pela Elite do seu universo, tornou-se uma fortaleza flutuante. É o equivalente da Elite à Balsa do The Authority. Embora seja exibida apenas rapidamente, é possível notar que, entre os diversos itens contidos ali, encontra-se Excalibur e o esqueleto do mitológico Pégaso.[15]

Posteriormente entraram para a equipe Vera Black, também conhecida como Madre Superiora, irmã do antigo líder da Elite e uma nova Zoológica, Sonja - irmã da antiga, Pamela - que se juntou aos mesmo alienigena simbiótico., o que, conforme demonstrado nos eventos da minissérie Justice League Elite, a enlouqueceria. Embora Chapéu esteja dentre os membros da Elite comandada por Vera, ele não fez parte dos personagens retratados na minissérie

## Formação da LJE
A Liga da Justiça Elite foi criada com o intuito de operar secretamente em missões de espionagem e ataque que não seriam aceitáveis à Liga da Justiça, incapaz de "sujar suas mãos":
| “ | A Liga da Justiça Elite é uma unidade de operações secretas que não é sancionada por país nenhum, e cuja existência é mantida em segredo, num esquema "não pergunte que eu não minto", tendo sido formada para caçar e eliminar ameaças extra-normais à Terra antes que as mesmas sejam reveladas ao grande público. | ” |

A equipe se formou no final de JLA #100 pela união dos membros da segunda encarnação da Elite  - com a única exceção sendo Chapéu - com membros da LJA que se identificaram a postura pró-ativa de Vera Black.

## A minissérie

### Enredo
Durante as três primeiras edições, a equipe é formada e se reúne para desarticular um grupo de assassinos conhecido como "Irmãos de Sangue". No final da terceira edição, entretanto, um misterioso assassinato, supostamente cometido por um dos membros da equipe, levanta desconfianças dentre todos os membros, acerca de quem teria sido o responsável, o que é abordado na quarta edição.. Entre as edições 5 e 8 foi publicado o arco "Efeito Colateral", com a equipe enfretando um cartel de drogas interplanetário. O fim do confronto resulta diretamente na libertação de uma entidade conhecida como Whorlogog. Assumindo uma forma física humana feminina, Whorlogog se une à Manchester Black para destruir Superman e reescrever a história do planeta

### Personagens
Compõem a equipe: Vera Black, irmã do primeiro líder da Elite, vê a Liga como um meio de se redimir pelas ações de seu irmão; Fusão a Frio, o único membro original da Elite na Liga da Justiça Elite; a segunda Zoológica; três membros da Liga da Justiça da América (o índigena Corvo Manitu, o Arqueiro Verde e Flash); a esposa de Manitu, Aurora; Major Desastre, um ex-vilão que optou por se regenerar após os eventos de Our Worlds at War; Kasumi, aparentemente uma mercenária com mais de dois mil assassinatos realizados, mas, na verdade, uma identidade forjada por Batman para que Cassandra Cain, Batgirl à época, se infiltrasse na equipe; e Naif al-Sheikh, árabe especialista em espionagem.

## Repercussão
Leonardo Vicente Di Sessa, do site HQ Maniacs, avaliou a primeira edição de forma bastante negativa. Citando Kelly e Mahnke como a "equipe criativa responsável por algumas das piores histórias da LJA", avaliou a história das quatro primeiras edições como "cansativa, confusa e forçada", criticando a caracterização dos personagens Flash e Major Desastre.